# Марковский сельсовет (Амурская область)
Ма́рковский сельсове́т — муниципальное образование со статусом сельского поселения в составе Благовещенского района Амурской области. 
Административный центр — село Марково.

## История
21 сентября 2005 года в соответствии с Законом Амурской области № 51-ОЗ муниципальное образование наделено статусом сельского поселения.

## Население
| 2002  | 2010  | 2011  | 2012  | 2013  | 2014  | 2015  |
| ----- | ----- | ----- | ----- | ----- | ----- | ----- |
| 1263  | ↗1335 | ↗1340 | ↗1349 | ↘1348 | ↘1344 | ↘1340 |
| 2016  | 2017  | 2018  | 2019  | 2020  | 2021  |       |
| ↘1331 | ↘1329 | ↘1327 | ↘1320 | ↗1336 | ↘1280 |       |

## Состав сельского поселения
| № | Населённый пункт | Тип населённого пункта       | Население |
| - | ---------------- | ---------------------------- | --------- |
| 1 | Марково          | село, административный центр | ↘1327     |